# جورج واشنطن رودجرز
جورج واشنطن رودجرز (بالإنجليزية: George Washington Rodgers)‏ هو ضابط أمريكي، ولد في 30 أكتوبر 1822 في بروكلين في الولايات المتحدة، وتوفي في 17 أغسطس 1863 في تشارلستون في الولايات المتحدة.